# Мароллы
Маро́ллы (фр. Les Marolles, нидерл. de Marollen) — юго-западная часть центрального Брюсселя между Дворцом правосудия и Южным вокзалом. Центром района считается средневековая церковь Нотр-Дам-де-ла-Шапель (фр. Église de la Chapelle, нидерл. Kapellekerk) на Площади для игры в мяч (фр. Place du Jeu de balle нидерл. Vossenplein).
Раньше район был известен своим собственным диалектом. Маролльский диалект возник в XVIII веке когда в Мароллах (которые тогда были нидерландскоязычным районом) стали селиться рабочие из Валлонии. Под их влиянием и возник маролльский диалект, отличающийся от других фламандских диалектов большим количеством валлонских заимствований.
Одним из наиболее известных маролльских выражений является ругательство schieëven arsjitekt (буквально — «подлый архитектор»). Оно возникло во второй половине XIX века, когда на территории Маролл был построен огромный Дворец правосудия, ради которого были снесены десятки домов. Многие жители оказались лишены жилья. 
Ситуация повторилась в конце 1960-х, когда ради строительства «брюссельского Манхэттена» из своих домов было выселено двенадцать тысяч жителей Северного района.